# Protosticta kiautai
Protosticta kiautai – gatunek ważki z rodziny Platystictidae.